# Vlasta Děkanová
Vlasta Děkanová   (Praga, 5 de setembre de 1909 - Praga, 16 d'octubre de 1974) va ser una gimnasta artística txecoslovaca que va competir durant la dècada de 1930.
El 1936 va prendre part en els Jocs Olímpics de Berlín, on guanyà la medalla de plata en la competició del concurs complet per equips del programa de gimnàstica.
En el seu palmarès també destaquen quatre medalles d'or al Campionat del món de gimnàstica artística, dues el 1934 i dues més el 1938. Un cop finalitzada la Segona Guerra Mundial va fer d'entrenadora i ajudà la seva selecció a guanyar l'or als Jocs de Londres de 1948.